# سیارک ۹۴۵۲
سیارک ۹۴۵۲ (به انگلیسی: 9452 Rogerpeeters، نامگذاری:1998DY33) نه هزار و چهارصد و پنجاه و دومین سیارک کشف شده‌است که در ۲۷ فوریه ۱۹۹۸ کشف شد.
قدر مطلق سیارک برابر ۱۴٫۲۰ است.